# St. Petrus und Paulus (Köln)

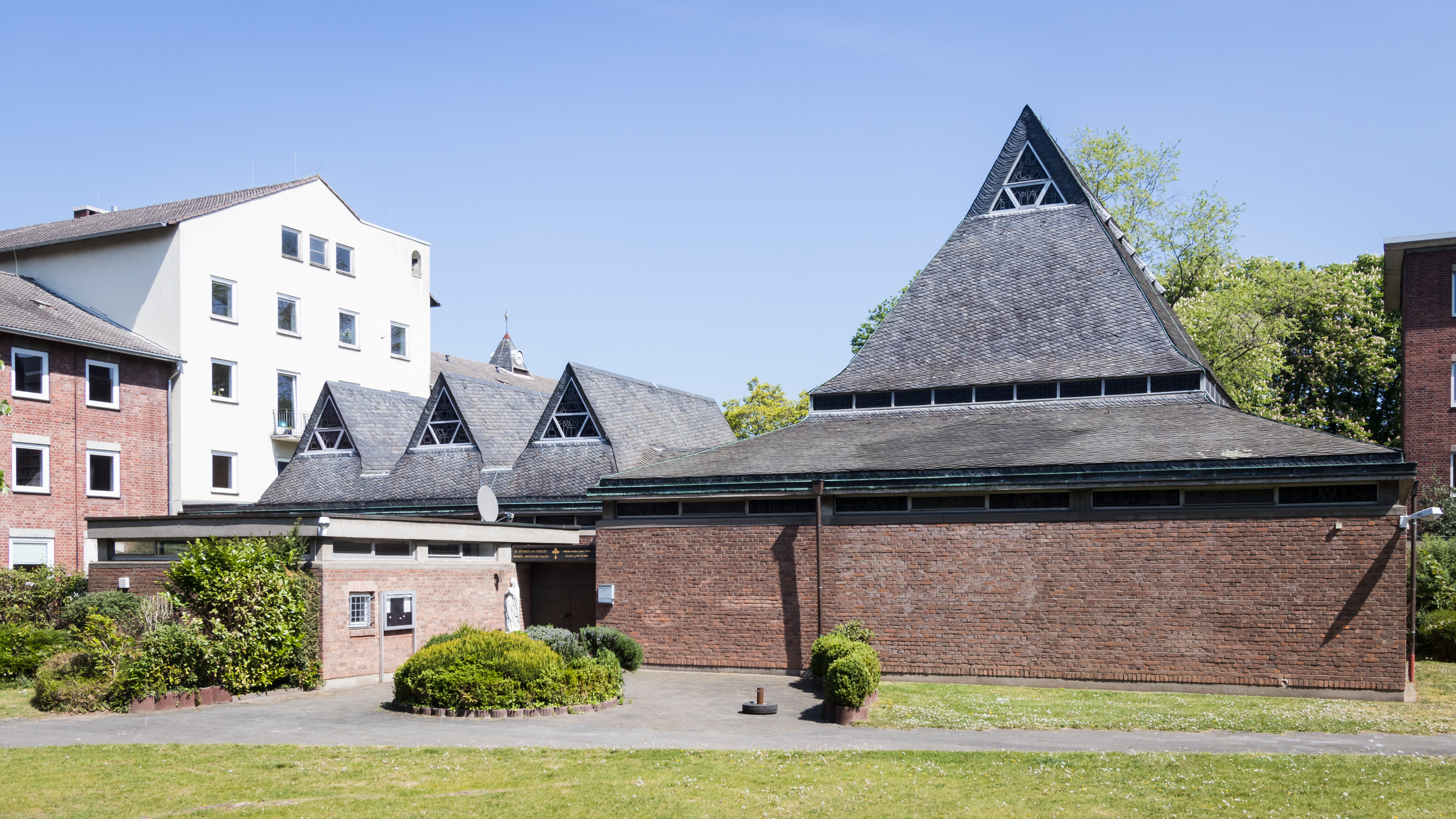
Außenansicht von Westen mit Eingangsbereich

St. Petrus und Paulus, ursprünglich Klosterkirche Vom Guten Hirten ist eine syrisch-orthodoxe Kirche im Kölner Stadtteil Lindenthal, die in den Jahren 1962 bis 1964 nach Plänen des Architekten Fritz Schaller erbaut und im Dezember 1964 geweiht wurde. Die Kirche wurde ursprünglich als Klosterkirche für die Ordensgemeinschaft der Schwestern vom Guten Hirten konzipiert. 
1991 verkaufte diese die Kirche an das Erzbistum, das es wiederum an die syrisch-orthodoxe Gemeinde vermietete. Der Mietvertrag lief 2021 aus, und der Abriss der Kirche steht zur Diskussion.

## Vorgeschichte und Bau

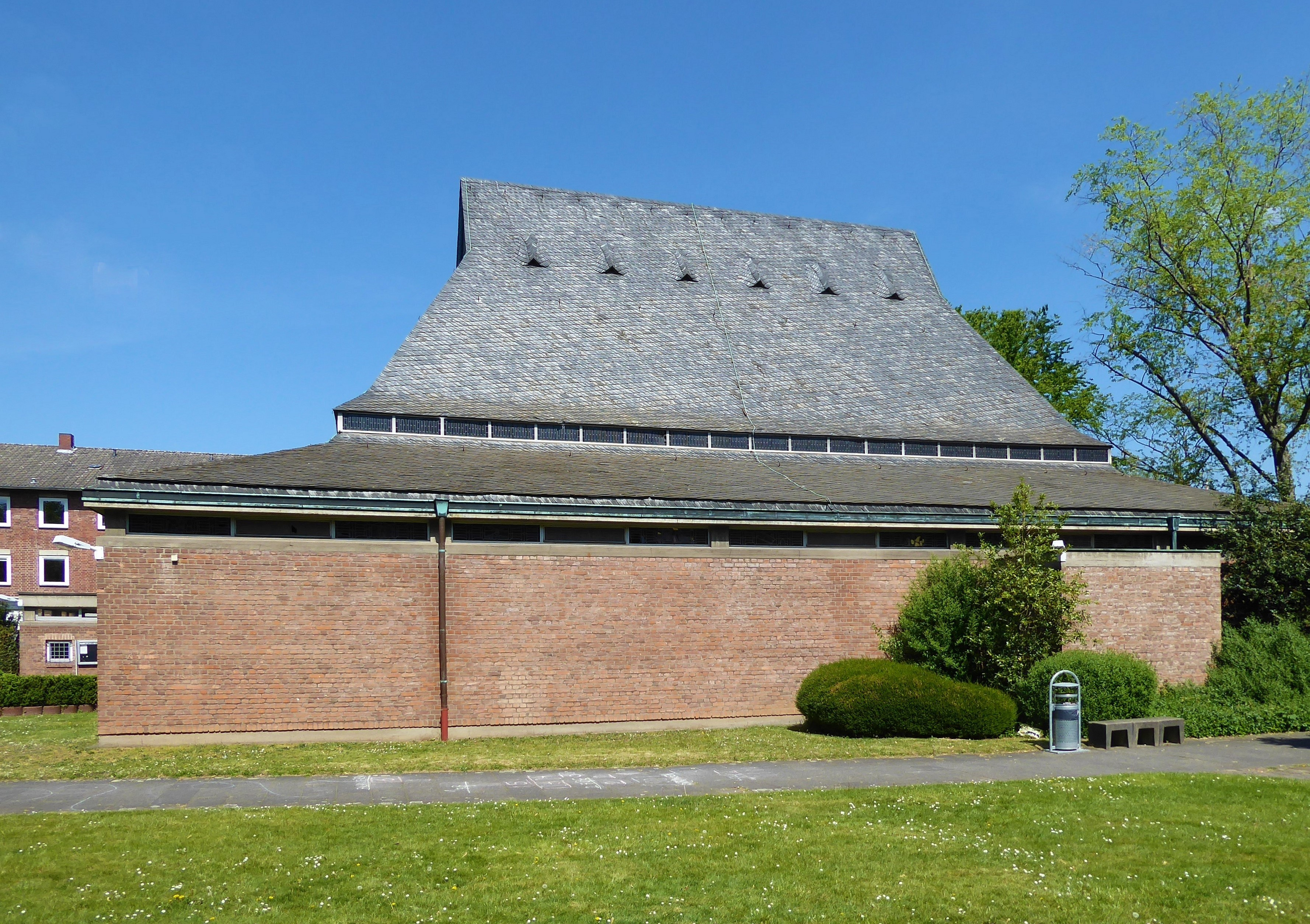
Ansicht von Süden

Die Ordensgemeinschaft hatte sich zur Aufgabe gesetzt, Frauen und Mädchen in Notsituationen Aufnahme zu gewähren. Ein Haus, das sie seit 1863 in Köln betrieben hatten, wurde 1944 durch Luftangriffe zerstört, und ab 1958 wurde – abgesehen von anderen Klosterbauten – die Planung der Kirche begonnen. Die Kirche sollte neben einem Schiff für die Schwestern auch einen speziellen Bereich für die aufgenommenen Frauen („Asylanten“) und einen für Gäste bieten. Aus finanziellen Gründen zog sich die weitere Planung bis Ende 1962 hin, als der Auftrag für die Umsetzung eines finalen Entwurfs an den Architekten Schaller ging. Nach Beginn der Bauarbeiten im Mai 1963 wurde am 22. Januar 1964 Richtfest gefeiert. Die Weihe erfolgte am 8. Dezember 1964 mit der Schmerzhaften Mutter Maria als Kirchenpatronin.

## Baubeschreibung

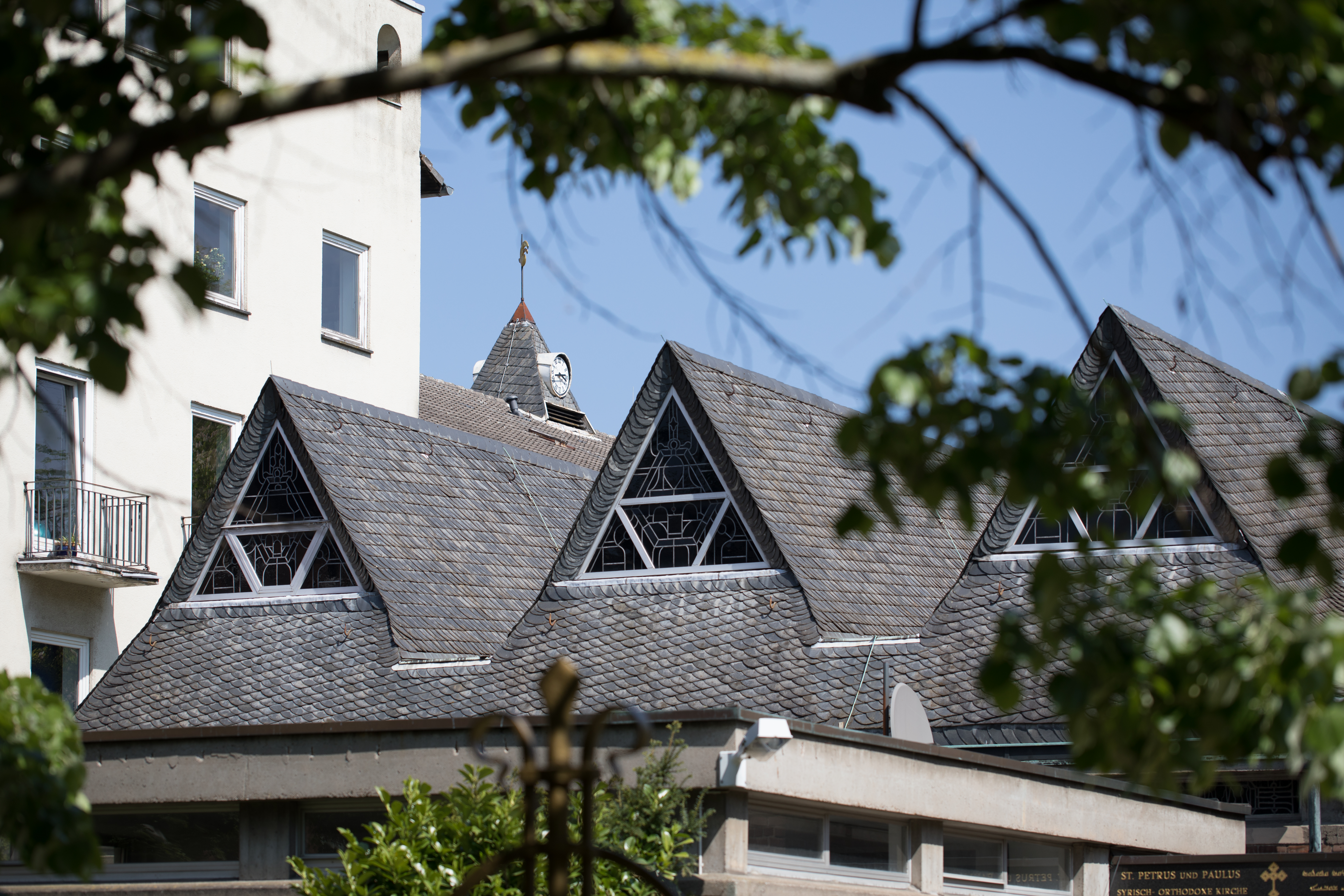
Das Kirchengebäude schließt an ältere Reste des Klostergebäudes an. Der Glockenturm gehört nicht zur Kirche.

Der Kirchenbau liegt an drei Seiten offen in parkähnlichem Umfeld, an der Schmalseite schließt sie an einen mehrgeschossigen Flügelrest der ehemaligen Klosterbebauung an. Er zeigt sich nach außen verschlossen und nach innen als schützende Hülle. Zwei größere Baukörper sind T-förmig zueinander angeordnet – der eigentliche Kirchenbau mit einem hohen, ziegelgedeckten Fußwalmdach sowie der schmalere und etwas höher gelagerte Schwesternchor, der mit drei kleinen Giebeln gedeckt ist. Beide Baukörper sind nur eingeschossig. Um beide Gebäudeteile läuft in Traufhöhe ein durchgehendes Fensterband, ein zweites belichtet die Kirche weiter oben im Dachbereich.
Im Inneren der Kirche, die durch einen Vorraum im Winkel zwischen den beiden Baukörpern zu betreten ist, grenzen Säulen rundum einen schmalen Umgang mit flacher Decke ab. Über dem Binnenraum öffnet sich – ausgehend von einem im gleichen Winkel wie die Dachschräge verlaufenden Sockel  – der Giebel bzw. die dunkle Holzdecke.
Unter dem Schwesternchor, der etwas erhöht zum Kirchenraum liegt, befand sich die Krypta bzw. Beichtkapelle, deren Aufgang direkt an der Schnittstelle zwischen den beiden Baukörpern lag und auf einer Säule das Tabernakel trug, von oben mit einem Rundfenster belichtet. Ein erhöhter Altar stand an der Kreuzung der beiden Längsachsen von Nonnenchor und Kirchenraum.
Diese ursprüngliche Raumaufteilung entspricht nicht der heutigen orthodoxen Nutzung – inzwischen dient allein der Hauptkirchenraum für liturgische Zwecke, die Veränderungen sind jedoch alle reversibel. Eine von Fritz Schaller 1992 entworfene Ikonostase für diese Umnutzung kam zu Gunsten einer kunsthandwerklichen Lösung nicht zur Ausführung.

## Ausstattung

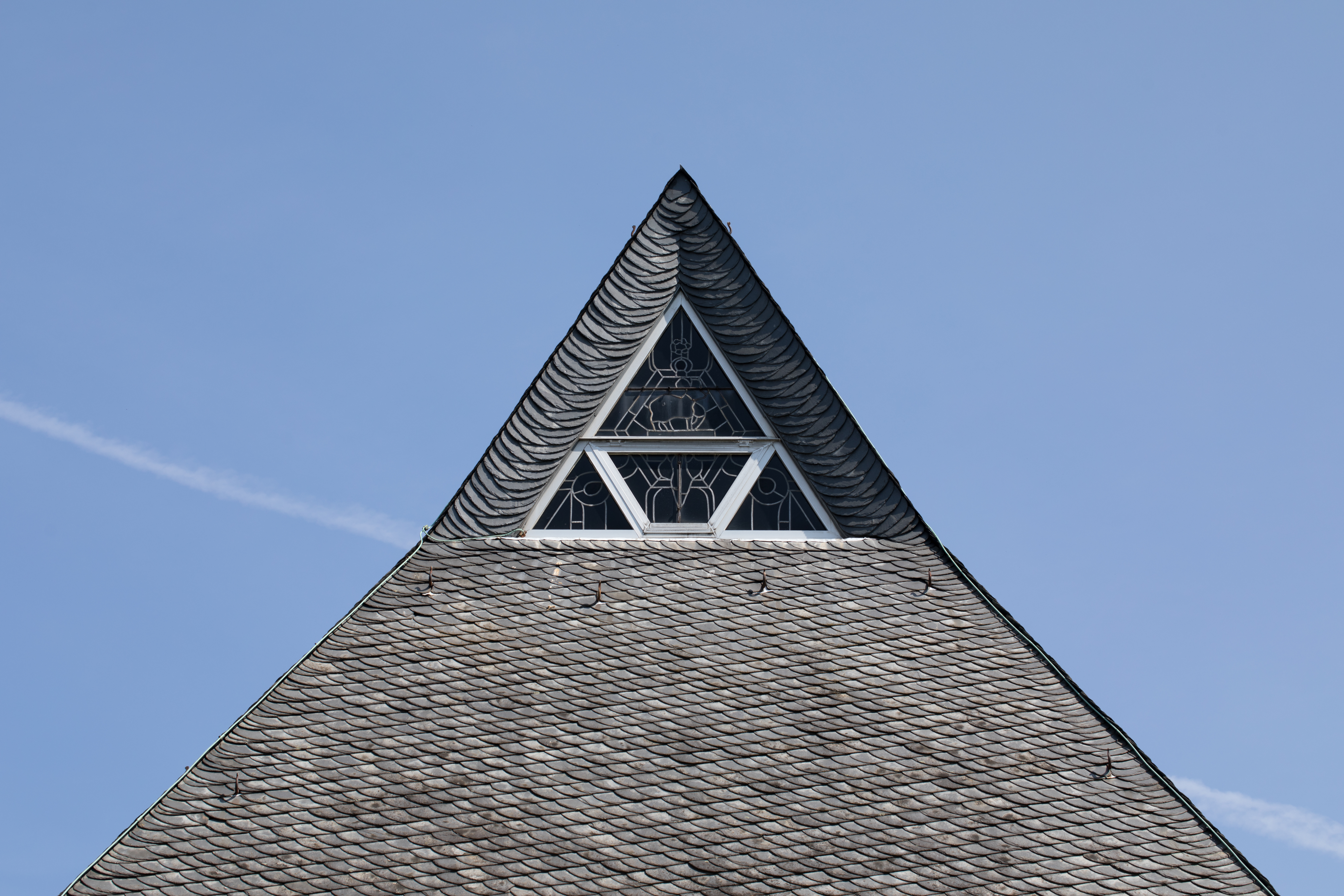
Giebel mit Fenster

Die Fenster der Kirche stammen sämtlich von Franz Pauli und gelten als sein „farbkräftiges Hauptwerk“. Das umlaufende Fensterband komponiert alt- und neutestamentarische Szenen sowie solche der Offenbarung des Johannes. Hinzu kommen die Fenster der Krypta, ein weiteres Lichtband sowie dreieckige Fenster in allen Giebelspitzen, davon eines, das die Taube als Symbol des Heiligen Geistes als Motiv hat.
Von der ursprünglichen Ausstattung schuf Karl Matthäus Winter die Altäre, das Tabernakel sowie das Ewige Licht. Der Kreuzweg wurde von Hildegard Domizlaff gestaltet.
Da auf einen im Entwurf vorhandenen Glockenturm verzichtet wurde, gibt es auch kein Geläut. Eine Orgel ist nicht bekannt.

## Syrisch-orthodoxe Nutzung
Seit 1991 nutzte die syrisch-orthodoxe Gemeinde die Kirche unter dem Patrozinium von St. Petrus und Paulus. Der Mietvertrag lief im Jahr 2021 aus. Inzwischen ist der Bau eines neuen syrisch-orthodoxen Gemeindezentrums in Köln-Fühlingen geplant.